# Lidija Koreneva
Lidija Michajlovna Koreneva (in russo Лидия Михайловна Ко́ренева?; Tambov, 7 aprile 1885 – Mosca, 1982) è stata un'attrice russa associata al Teatro di Mosca.

## Biografia
Nata in una famiglia nobile di Tambov, Koreneva si trasferì a Mosca all'età di 16 anni e si iscrisse alla scuola di recitazione MAT nel 1904, dove si diplomò nel 1907 per entrare a far parte della compagnia guidata da Stanislavskij. I suoi primi ruoli includevano Ksenya in Boris Godunov (1907), Water in The Blue Bird e Marya Antonovna in Revizor (entrambi 1908), ma la sua svolta arrivò il 9 settembre 1909 quando fu presentato per la prima volta A Month in the Country di Turgenev e la performance di Koreneva nei panni di Verochka è stata lodata, tra molti altri, da Maria Yermolova. 
Il pittore e scenografo di Un mese in campagna Mstislav Dobuzhinsky, infatuato sia della produzione che di Koreneva, le fece diversi ritratti, così come Konstantin Somov. Tra i suoi seguaci all'epoca c'erano Léon Bakst e Alexander Blok. Nella successiva stagione la parte di Lise in The Karamazov Brothers fece della  Koreneva la star del teatro di Mosca e la giovane attrice più popolare in MAT. I suoi successi successivi includevano Anya in The Cherry Orchard (1912), Irina in Three Sisters (1922-1924, durante il tour mondiale del teatro) e diverse parti in Dostoevsky. Nel 1915-1917 Koreneva fu scritturata in cinque film russi, tra cui Il re di Parigi di Yevgeni Bauer, nel ruolo di Lucienne Marechal. 

## Filmografia parziale

### Attrice
- La vita per la vita (1916)
- Dopo la felicità (1917)
- Korol' Pariža (1917)

## Premi
- Artista onorato della RSFSR
- Artista popolare della RSFSR
- Artista del popolo dell'Unione Sovietica
- Premio Stalin
- Ordine di Lenin
- Ordine del distintivo d'onore